# Anna Bashta
Ne doit pas être confondu avec Anna Basta.
Anna Vitalnievna Bashta (en russe : Анна Витальевна Башта), née le 10 juillet 1996 à Togliatti, est une escrimeuse russe naturalisée azerbaïdjanaise en 2019, spécialiste du sabre. Elle réside désormais à Bakou.
A l'issue de la saison 2021-2022, marquée par cinq podiums en individuel, dont trois victoires en coupe du monde, un titre de championne d'Europe et un titre de vice-championne du monde, elle est numéro 1 mondial du sabre féminin selon le classement publié par la Fédération internationale d'escrime.

## Carrière
Elle remporte pour la Russie la médaille d’argent par équipes lors des championnats d’Europe 2017.

## Palmarès

### Pour la Russie
- Épreuves de coupe du monde
  -  Médaille d'or au tournoi satellite de Reykjavik sur la saison 2012-2013[3]
  -  Médaille d'or par équipes au Trophée BNP Paribas à Orléans sur la saison 2017-2018[4]

- Universiades
  -  Médaille d'or en individuel à l'Universiade d'été de 2015 à Gwangju[5]
  -  Médaille d'argent par équipes à l'Universiade d'été de 2015 à Gwangju[6]

- Championnats d'Europe
  -  Médaille d'argent par équipes aux championnats d’Europe 2017 à Tbilissi[2]

### Pour l'Azerbaïdjan
- Championnats du monde
  -  Médaille d'argent aux championnats du monde 2022 au Caire

- Championnats d'Europe
  -  Médaille d'or aux championnats d'Europe 2022 à Antalya

- Résultats en coupe du monde
  -  Médaille d'or au 22e Open des Flandres à Gand sur la saison 2019-2020[7]
  -  Médaille d'or au tournoi satellite d'Antalya sur la saison 2019-2020[8]
  -  Médaille d'or au tournoi satellite de Tbilissi sur la saison 2019-2020[9]
  -  Médaille d'or en individuel au Glaive d'Asparoukh à Plovdiv sur la saison 2021-2022[10]
  -  Médaille d'or en individuel à la Coupe Acropolis à Athènes sur la saison 2021-2022[11]
  -  Médaille d'or en individuel au grand prix de  Padoue sur la saison 2021-2022
  -  Médaille d'argent au tournoi satellite de Plovdiv sur la saison 2019-2020[12]
  -  Médaille d'argent par équipes au Glaive d'Asparoukh à Plovdiv sur la saison 2021-2022[13]